# Pine Barrens
Die Pine Barrens (etwa Kiefernödnis), auch bekannt als Pinelands, sind ein stark bewaldetes, etwa 4500 km² großes Gebiet im US-Bundesstaat New Jersey, welches sich von der Mitte bis in den Süden des Staates entlang der Atlantikküste erstreckt.

## Ökologie
Der Name Barrens (also Ödnis) bezieht sich auf den an Nährstoffen armen Sandboden, jedoch nicht auf die ökologische Vielfalt des Gebiets. Die häufig von Waldbränden heimgesuchten Pine Barrens sind Teil des Naturschutzgebiets Pinelands National Reserve und wurden im Jahre 1983 von der UNESCO als Biosphärenreservat ausgewiesen. Bemerkenswert sind die Barrens besonders für ihre Population an Zwerg-Pechkiefern (Pinus rigida) und Virginiakiefern (Pinus virginiana) sowie einzigartiger Flora wie beispielsweise fleischfressender Pflanzen.

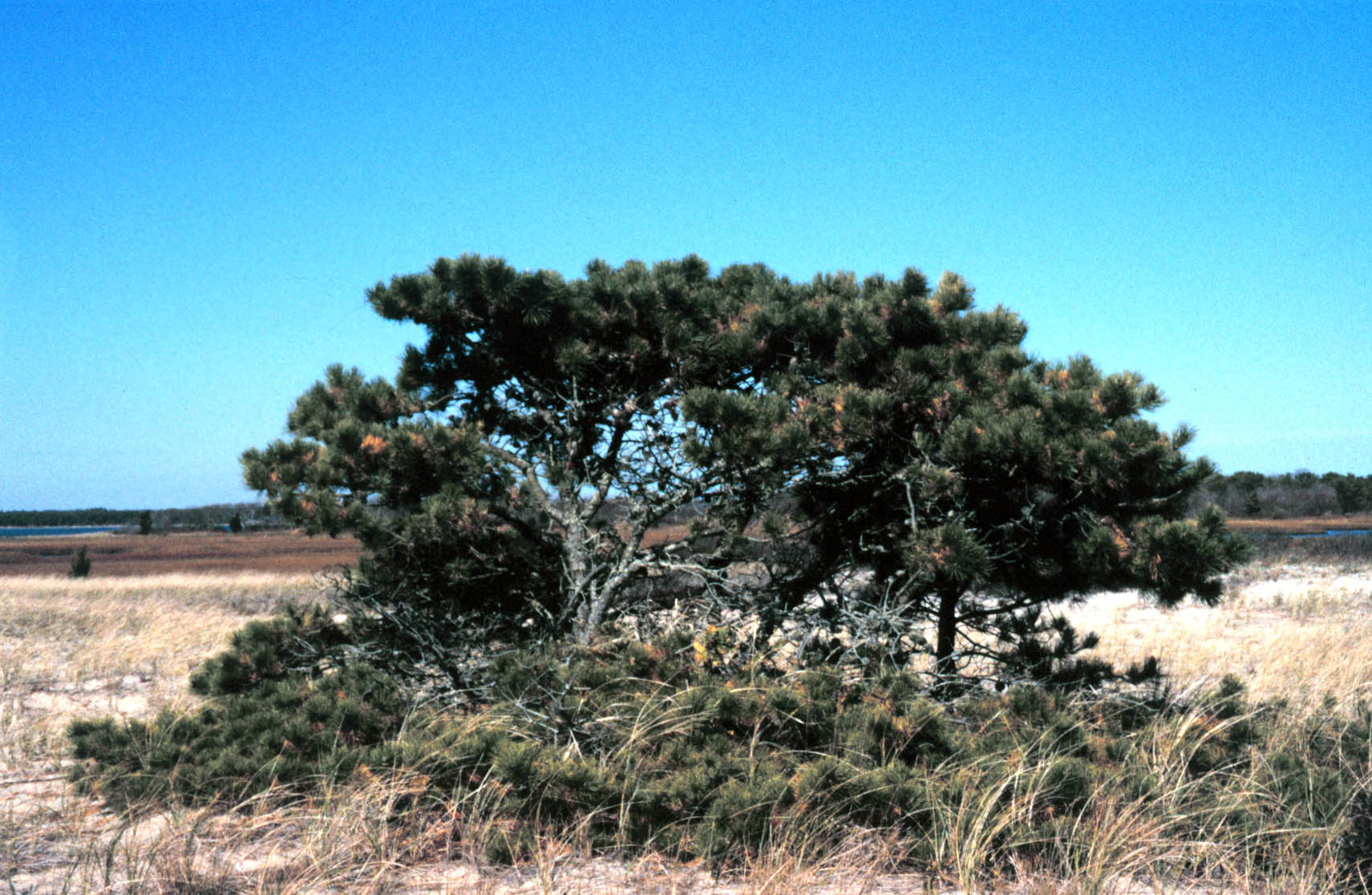
Die Pechkiefer, ein typischer Baum der Pine Barrens

Obwohl sich die Pine Barrens nahe den Großstädten New York City, Philadelphia und Atlantic City befinden, und obwohl mit dem Garden State Parkway und dem Atlantic City Expressway zwei überregionale Schnellstraßen durch das Gebiet verlaufen, sind die Barrens zum größten Teil ländliches Gebiet geblieben.

## Historische Wirtschaft
Während der britischen Kolonialzeit waren in den Pine Barrens verschiedene Wirtschaftszweige ansässig. Eisen wurde in Form von Raseneisenstein in Flüssen gesammelt und in Schmelzöfen an Orten wie Batsto, Ferrago, Hanover Furnace und einem Dutzend anderer verhüttet. Mit dem Eisen dieser frühen Hütten wurden hauptsächlich die britischen Truppen während des Amerikanischen Unabhängigkeitskrieges (1775–1783) und des Britisch-Amerikanischen Krieges (1812) versorgt. Der Niedergang der Eisenindustrie begann Mitte des 18. Jahrhunderts, als in Pennsylvania leichter und billiger zu erzeugendes Eisen verfügbar wurde. Ein weiterer Wirtschaftszweig war die Anpflanzung von Cranberries (deutsch Großfrüchtige Moosbeere oder Kranbeere), der bis heute Bedeutung besitzt. An mehreren Orten existieren noch Geisterstädte als Überbleibsel dieser Zeit. Weiterhin existierten kleinere Betriebe wie Köhlereien und Glashütten, die mit wechselndem Erfolg betrieben wurden.
Die Pine Barrens sind angeblich die Heimat der sagenhaften Gestalt des Jersey Devils. Die meisten Sichtungen dieses geflügelten Fabelwesens ereigneten sich in oder in der Nähe der Barrens.